# Sofia Trimarco
Sofia Marilú Trimarco (Buccino, 11 febbraio 1999) è una modella italiana, nota per essere stata la vincitrice di Miss Universo Italia 2019.

## Biografia
Nata e cresciuta nel comune campano di Buccino, si è diplomata al liceo scientifico nel 2017. Attualmente studia giurisprudenza alla Libera università internazionale degli studi sociali Guido Carli (Luiss).

### Carriera
Nel 2018 partecipa al concorso di bellezza Miss Italia 2018, con finale prevista il 17 settembre a Milano; tuttavia, si ritira dalla competizione. L'anno successivo vince il titolo Miss Universo Italia 2019, Miss Universo. La premiazione si è svolta il 25 agosto a Cinecittà World di Roma: Trimarco è stata premiata dall'ex vincitrice Erica De Matteis.
All'edizione di Miss Universo 2019 svoltasi ad Atlanta, si è classificata ventunesima su un totale di 97 partecipanti.  Nell’aprile 2020, fa il suo debutto sul grande schermo con la partecipazione al film Ammen di Ciro Villano, in cui ha recitato al fianco di Maurizio Mattioli.